# Sporobolus gloeoclados
Sporobolus gloeoclados är en gräsart som beskrevs av Thomas Arthur Cope. Sporobolus gloeoclados ingår i släktet droppgräs, och familjen gräs. Inga underarter finns listade i Catalogue of Life.